# Chanoch Bartov
Chanoch Bartov (hebrejsky: חנוך ברטוב‎, rodným jménem Chanoch Helfgott; 13. srpna 1926 – 13. prosince 2016) byl izraelský spisovatel a novinář.

## Biografie
Narodil se v Petach Tikvě ještě v době britské mandátní Palestiny, a to rok poté, co jeho rodiče imigrovali z Polska. Vystudoval religiózní školu a poté gymnázium Achada ha-Ama. Po dvou letech práce leštiče diamantů se v roce 1943 v sedmnácti letech přihlásil k palestinskému regimentu Britské armády. Strávil tři roky v Židovské brigádě, zprvu v Palestině a poté v Itálii a Nizozemsku, kde působil jako medik, který pečoval o přeživší holokaust v táborech pro vysídlence (displaced persons).
Po druhé světové válce studoval židovskou a obecnou historii na Hebrejské univerzitě v Jeruzalémě. Během izraelské války za nezávislost sloužil v polních armádních jednotkách Izraelských obranných sil v Jeruzalémě. Čtyři roky žil v kibucu Ejn ha-Choreš, kde pracoval jako zemědělský dělník a učitel. V letech 1966 až 1968 působil jako kulturní poradce na izraelské ambasádě v Londýně.

### Literární kariéra
Svou první povídku sepsal jako devatenáctiletý voják v Evropě roku 1945. Ve svých dílech, ať již jako novinář, tak jako romanopisec, popisuje svůj první kontakt s přeživšími holocaust. Jeho kniha Pic'ej bagrut je zbeletrizovaný popis operace Židovské brigády.

## Ocenění
Z řady ocenění, která získal za svou literární tvorbu, lze zmínit následující:
- 1985 – Bialikova cena za literaturu[3]
- 2006 – Agnonova cena[4]
- 2010 – Izraelská cena za literaturu[2][4][5]

## Dílo
- Pic'ej bagrut (1965)
- Šeš kenafajim le-echad (1954)
- Jisra'elim be-chacer St. James (1969)
- Šel mi ata jeled (1970)
- Dado, 48 šanim ve-od 20 jom (1978).